# Flughafen Lafayette

i7
i11
i13
Der Lafayette Regional Airport (IATA-Code: LFT, ICAO-Code: KLFT) ist ein öffentlicher Flughafen auf 13 m Seehöhe 4 km südöstlich von Lafayette, Louisiana, in den Vereinigten Staaten. Die Fläche des Flughafens beträgt 302 ha. Er hat drei Asphaltpisten mit 1249 m, 2438 m, und 1646 m Länge und einen Hubschrauberlandeplatz (Helipad).

## Geschichte
Die Geschichte des Lafayette Regional Airport beginnt 1929 statt, als ma nach Land zu suchte, um eine neue Landebahn der Stadt zu errichten. Man entschied sich für eine Grundstück eine Meile von der Stadtgrenze von Lafayette entfernt. Stadtbeamte entschieden sich schließlich für Land, das J. A. Roy und Hugh Wallis gehörte und am damals neuen Lafayette-Broussard Highway lag. Beamte der Stadt kauften das 150 acres (etwa 60 ha) große Grundstück am 27. Dezember 1929 zu einem Preis von 22.500 USD (366.844,74 USD im Jahr 2021).
Im Juli 1930 begannen Flugzeuge auf dem Flugplatz zu landen. Im August begannen private Unternehmen, den Einwohnern von Lafayette gegen eine Gebühr Flugzeugfahrten anzubieten. Der neue Lafayette Municipal Airport wurde am 28. November 1930 eingeweiht.
1941 kaufte die Lafayette Parish Police Jury weitere 75 acres (30 ha) Land von Wallis, um den Flughafen zu erweitern. Ein Jahr später beschlagnahmte die United State Army Air Force den Flughafen und nutzte ihn während des restlichen Zweiten Weltkriegs als Pilotenausbildungsstätte. Im September 1945 übergab die Armee den Flughafen wieder der zivilen Kontrolle.
1948 begann Eastern Air Lines mit dem ersten planmäßigen Passagierdienst nach Lafayette. In den 1950er Jahren führte Eastern bis zu zehn Flüge pro Tag mit Martin 4-0-4 und Convair 340 Twin Prop „Silver Falcon“-Flugzeugen mit bis zu fünf Flügen pro Tag nach New Orleans über Baton Rouge und bis zu fünf Flügen pro Tag nach New Orleans über Houston Hobby Airport über Lake Charles (Louisiana) und Beaumont/Port Arthur (Texas) durch. Gemäß dem Systemfahrplan vom 1. Dezember 1958 führte Eastern einen täglichen Hin- und Rückflug mit einer Convair 340 auf der Strecke Brownsville – Corpus Christi – Houston Hobby Airport – BeaumontPort Arthur – Lake Charles – Lafayette – Baton Rouge – New Orleans – Pensacola  – Montgomery – Birmingham – Atlanta durch. Eastern bediente Lafayette bis Mitte der 1960er Jahre mit Convair 440-Proplinern, bis sie dann den gesamten Service zum Flughafen einstellte.
1956 schloss sich Trans-Texas Airways Eastern Airways an, um Kunden am Lafayette Municipal Airport Passagierservice anzubieten und den Transit zwischen Hub City und Shreveport bereitzustellen. Trans-Texas, später bekannt als Texas International, fügte später Houston und später Dallas hinzu.
1971 führte Texas International den Jetservice zum Flughafen Lafayette ein. Der erste Jet-Service zum Flughafen wurde von Texas International Airlines (TI) mit Douglas DC-9-10 Twinjets nach Houston, Dallas/Fort Worth, New Orleans und anderen Städte betrieben. TI bediente den Flughafen auch mit Convair 600-Turboprops. Im Dezember 1979 führte Texas International mit Douglas DC-9-10 und McDonnell Douglas DC-9-30 neun Düsenflüge pro Tag nach Lafayette mit Nonstop-Service von Houston, New Orleans, Baton Rouge, Beaumont (Texas) und Lake Charles (Louisiana) durch mit direktem Jet-Service ohne Umsteigen von Dallas/Ft. Worth (DFW) nach Lafayette über Houston (IAH). Zu dieser Zeit wurde auch ein vierter täglicher DC-9-Flug von Houston nach Lafayette von TI durchgeführt.
Im 1982 Jahr wurde Texas International mit Continental Airlines fusioniert, die wiederum Lafayette mit Boeing 727-100, Boeing 727-200, Douglas DC-9-10 und McDonnell Douglas DC-9-30 Jet-Flügen nach Houston bedienten. Die Continental-Jets wurden dann durch regionale Turboprop-Flugzeuge vom Typ Continental Express ATR-42, ATR-72 und Embraer EMB-120 Brasilia ersetzt. Continental führte später den Nonstop-Jet-Service nach Houston wieder ein. Eastern Airlines bot bis Ende der 1980er Jahre, als das Unternehmen seinen Betrieb aufgab, weiterhin Flüge vom Flughafen Lafayette aus an.
1990 begann Delta, Flüge von Lafayette nach Atlanta anzubieten. Einige Jahre später begann American Eagle, Flüge nach Dallas anzubieten.
Im Jahr 2010 fusionierte Continental mit United Airlines, die weiterhin Flüge von Lafayette nach Houston anbieten. Heute bietet American Eagle Flüge von LFT nach Dallas und Charlotte an. Allegiant Air bot kurzzeitig tägliche Flüge nach Las Vegas an und startete und schloss den Dienst im Jahr 2014. Frontier Airlines führte von 2018 bis 2019 Strecken nach Orlando und Denver von Lafayette aus. Heute bietet American Eagle Flüge von LFT nach Dallas und Charlotte an.

## Flugbetrieb
Im Jahre 2019 wurden mehr als 530.000 Passagiere befördert. Im Jahre 2022 haben 28.319 Flugbewegungen stattgefunden, davon 7.695 lokale Bewegungen, 8.834 Zwischenlandungen, 10.991 Air-Taxi-Flüge, 851 militärische Flüge und 48 Frachtflüge. 46 einmotorige und 10 zweimotorige Turboprop-Flugzeuge, 3 Jetflugzeuge und 41 Helikopter waren 2022 hier stationiert.